# Reisiswil
Reisiswil ist eine politische Gemeinde im Verwaltungskreis Oberaargau im Kanton Bern in der Schweiz.

## Geographie
Geografisch gehört Reisiswil zum Oberaargau. Die Gemeinde liegt westlich von Melchnau am Osthang eines mehrheitlich bewaldeten Hügelzuges, welcher sich von Langenthal bis Huttwil erstreckt und auf der 780 m hohen Hohwacht seinen Kulminationspunkt findet. Nachbargemeinden sind Melchnau, Madiswil und Gondiswil.

## Politik
Legislative ist die Gemeindeversammlung, welche von allen stimmberechtigten Einwohnern gebildet wird. Exekutive ist der Gemeinderat, welche von den stimmberechtigten Einwohnern gewählt wird. Gemeindepräsident ist Andreas Schärer (Stand 2022).

## Wirtschaft
Reisiswil ist noch stark von der Landwirtschaft geprägt. Weiter existieren noch kleinere Handwerks- und Dienstleistungsbetriebe.

### Tourismus
Auf der Hohwacht befinden sich ein beliebter Aussichtsturm und ein Restaurant, welche zu einem bescheidenen Wochenendtourismus geführt haben.

### Verkehr
Die Dorfstrasse ist ein Nebenast der Hauptstrasse von Melchnau nach Gondiswil. Da sie asphaltiert ist, aber sehr wenig Verkehr aufweist, ist sie bei sportlichen Radfahrern sehr beliebt.

## Geschichte
Die erste urkundliche Erwähnung von Reisiswil datiert aus dem Jahre 1194 als Richolsiswillare. Die heutige Gemeinde Reisiswil entstand 1815 durch Abtrennung von der Gemeinde Melchnau.

## Kunst, Kultur, Bildung
Männerchor und Landfrauen sorgen für ein aktives Dorfleben. Der Kindergarten und die Primarschule werden zusammen mit Gondiswil geführt. Der Kindergarten befindet sich in Reisiswil, die Primarschule in Gondiswil. Zwischen den Dörfern verkehrt ein Schulbus.
Auf dem höchsten Punkt des Dorfes, der 780 m hohen Hohwacht, befand sich bis 1798 eine Signalstation. Heute erlaubt ein 20 m hoher Aussichtsturm bei klarem Wetter eine Aussicht von den Churfirsten über den Pilatus bis zum Mont Blanc.

## Bilder

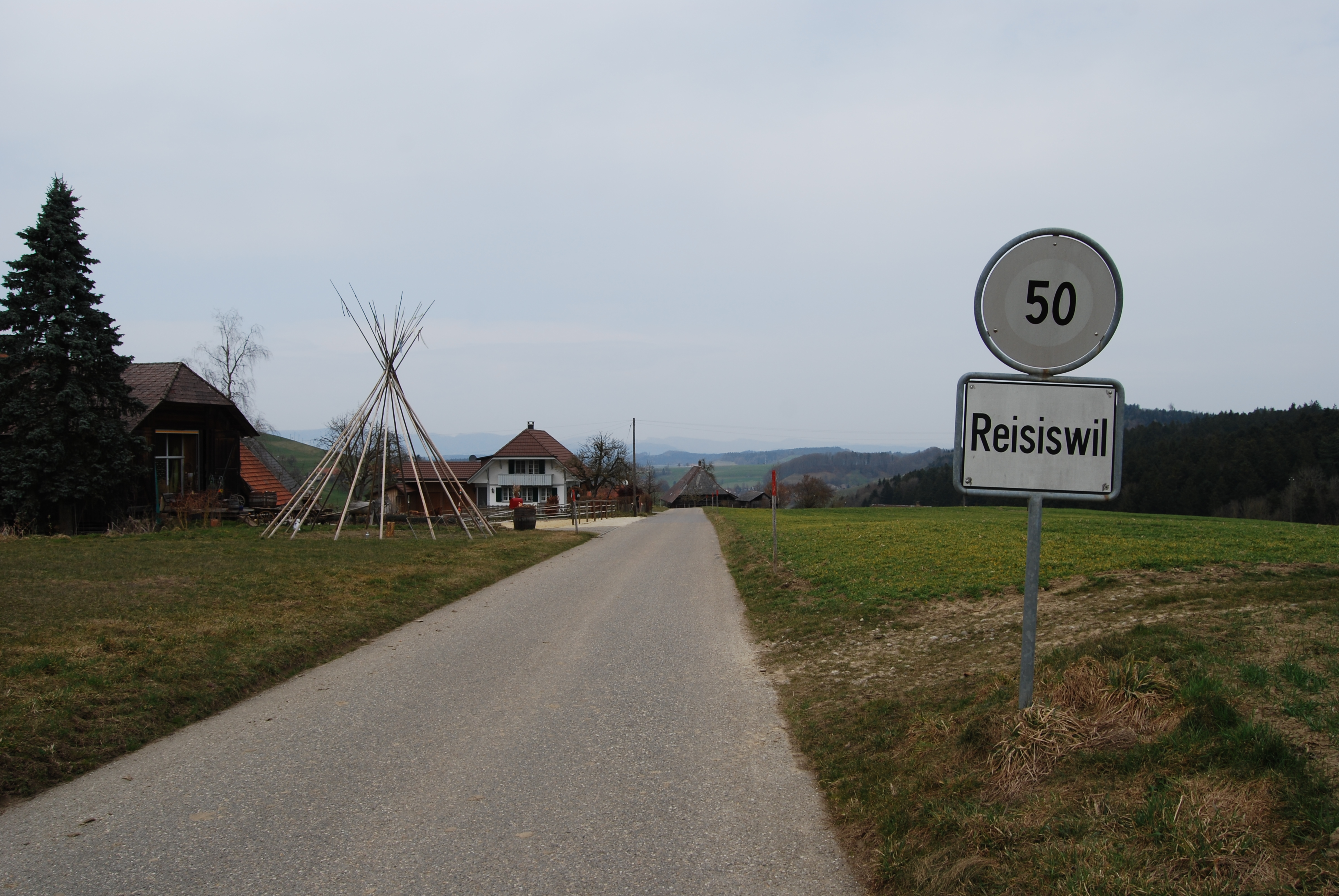
Dorfeingang von Aerbolligen her kommend
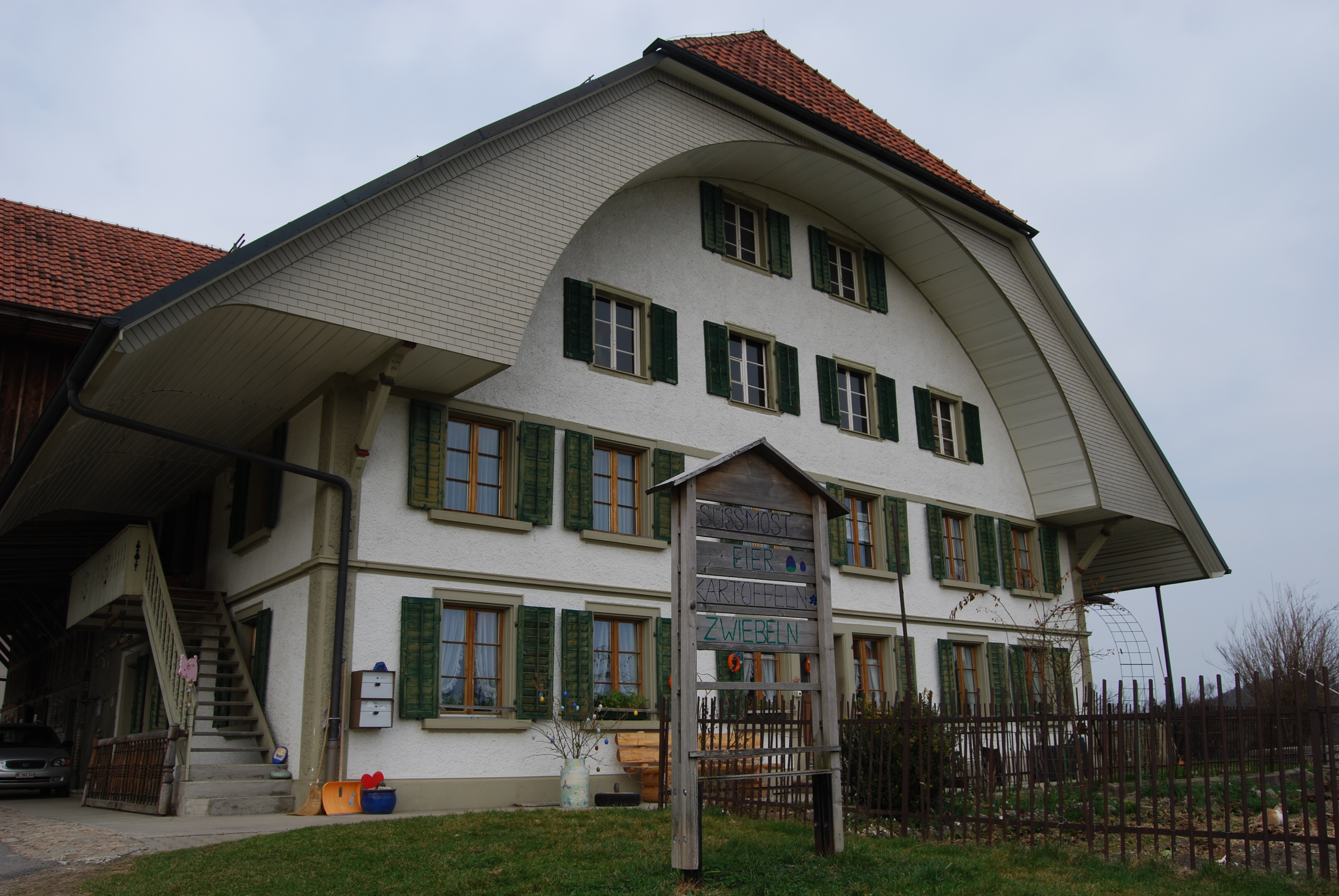
Berner Bauernhaus im Dorf
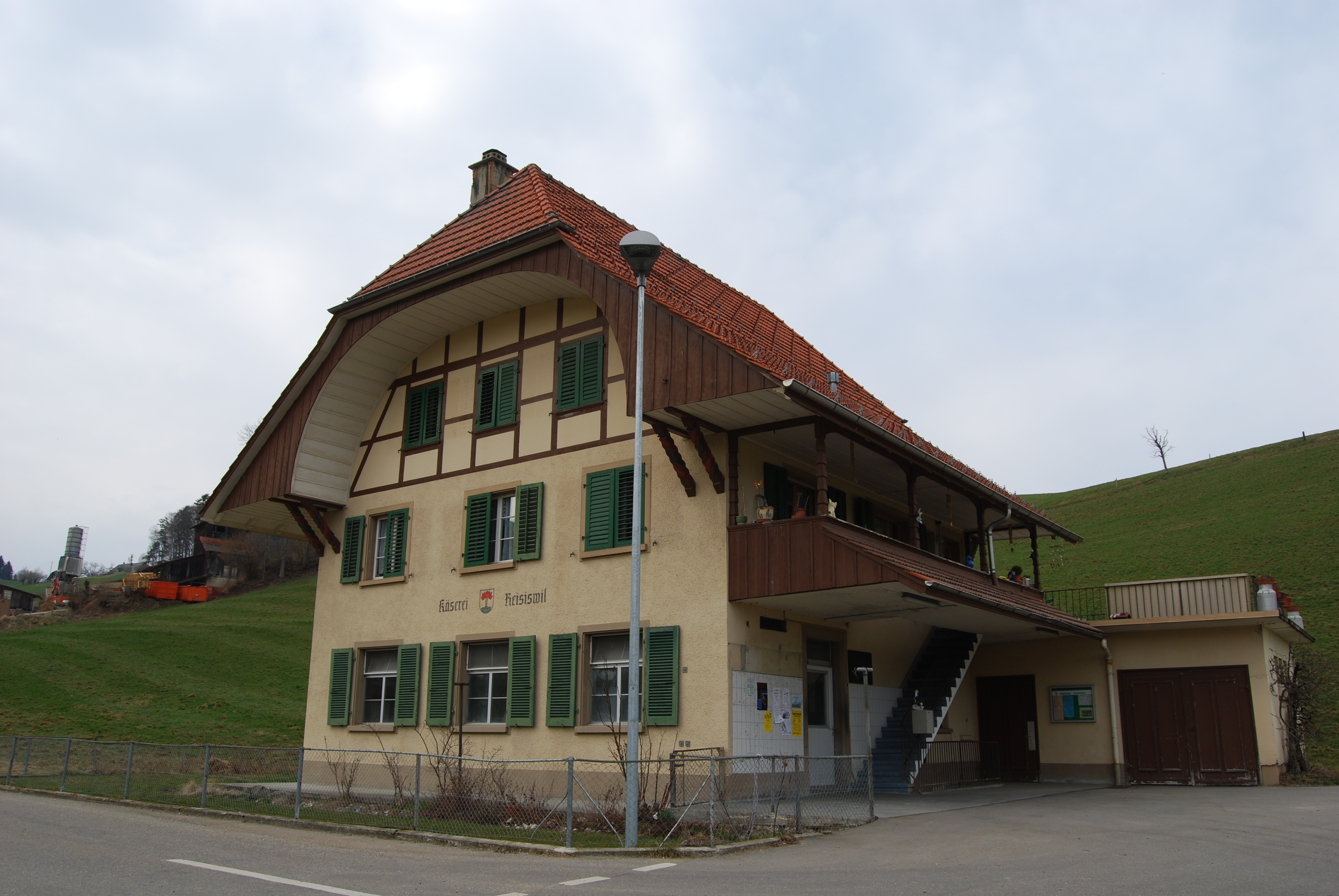
Käserei Reisiswil
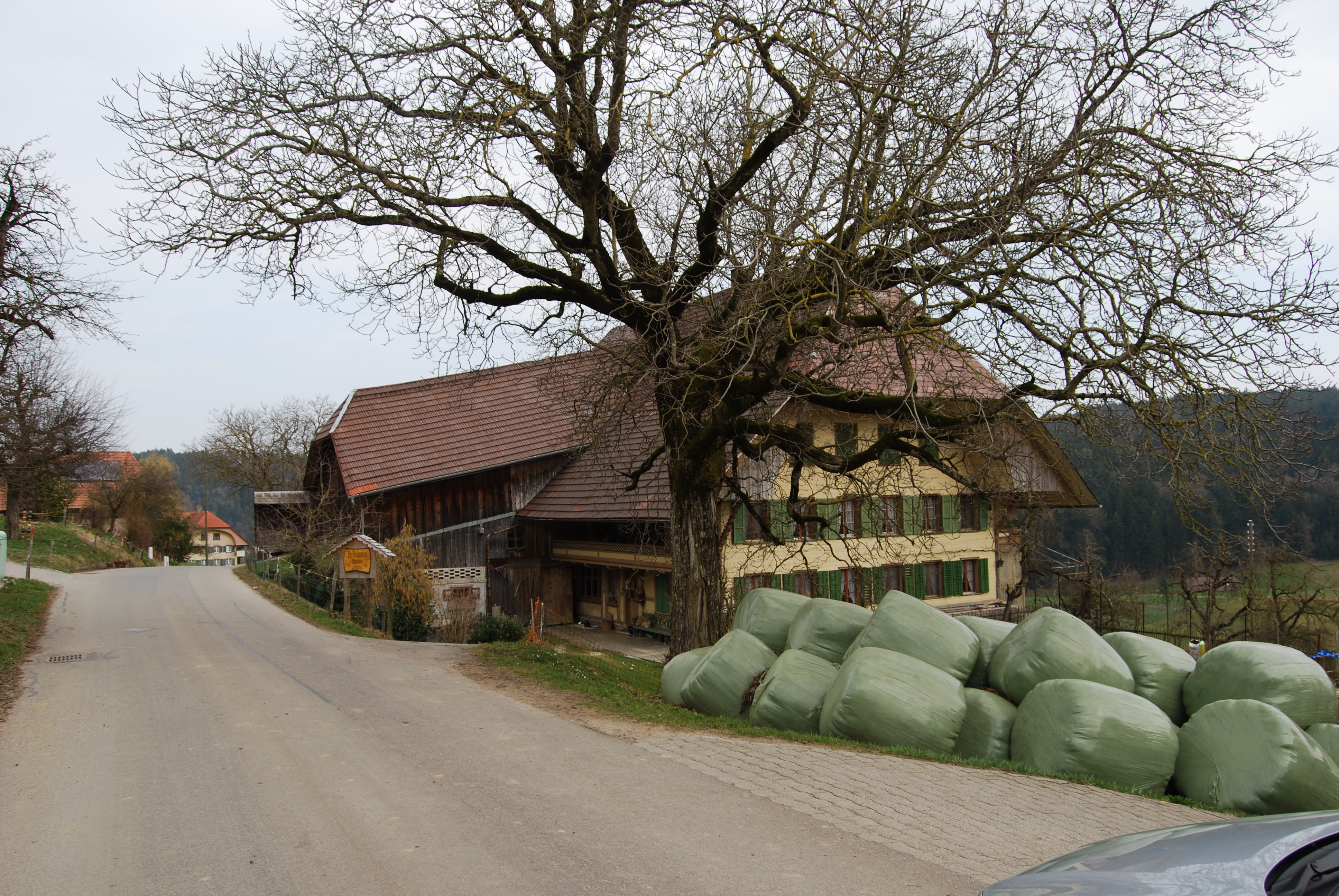
Bauernhaus in Reisiswil